# Encyklopedia starości, starzenia się i niepełnosprawności
Encyklopedia starości, starzenia się i niepełnosprawności – polska papierowa encyklopedia tematyczna (gerontologiczna) wydawana pod redakcją naukową prof. Adama Alfreda Zycha w latach 2017-2018.
Interdyscyplinarna encyklopedia składa się z pięciu tomów: pierwszego (hasła od A do G), drugiego (hasła od H do O), trzeciego (hasła od P do Ś), czwartego (hasła od T do Ż) i piątego (uzupełnienie haseł od A do Z, bibliografia, netografia, filmografia, dokumenty urzędowe, spis autorów w kolejności alfabetycznej i płyta CD). Hasła wiążące się z tematem głównym publikacji pochodzą z obszaru nauk humanistycznych, społecznych oraz medycznych, stanowiąc kompendium wiadomości o starości, procesie starzenia się człowieka, a także niepełnosprawności. Autorzy sięgają do zasobów wiedzy andragogicznej, edukacyjnej, medycznej, filozoficznej, jak również do pracy socjalnej, opieki pielęgnacyjnej i polityki społecznej.